# いまどき少女図鑑
『いまどき少女図鑑』（いまどきしょうじょずかん）は、たておか夏希による日本の漫画作品。

## 概要
『なかよし』（講談社）において、1988年から1989年まで連載された。

## 書誌情報
たておか夏希 『いまどき少女図鑑』 講談社〈講談社コミックスなかよし〉、全2巻
- 1巻、1988年11月6日発行、ISBN 4-06-178621-0
- 2巻、1989年5月6日発行、ISBN 4-06-178629-6